# تان تان (مجلة)
مجلة تان تان (بالفرنسية: Tintin) (النسخة الفرنسية)، أو كويفجي (النسخة الهولندية)، هي مجلة هزلية كاريكاتورية أنشأت في النصف الثاني من القرن العشرين. وبما انها تحمل العنوان الفرعي «مجلة للشباب من سن 7 حتي 77»، فقد كانت أحد المصادر الرئيسية للرسوم الهزلية في فرنسا، وبلجيكا، وقد نشرت بعض المسلسلات الشهيرة مثل بلاك ومورتيمر، أليكس، والمسلسل الذي يحمل عنوانها الرئيسي «مغامرات تان تان». وقد أصدرت الطبعة الأولى عام 1946، وتوقفت عن الصدور في عام 1993.
مجلة تان تان كانت جزءا من خطة نشرية مدبرة. ركز المحتى الرئيسي للمجلة على صفحة أو صفحتين جديدتين من عدة ألبومات هزلية مقبلة والتي لم يتم بعد نشرها كمجموعة، مما جذب العديد من القراء اسبوعيا المتلهفين لمعرفة لاحداث ولا يستطيعون الانتظار لوقت إصدار الالبوم الكامل. هناك العديد من القصص المسلسلة في أي وقت معين، مع إعطاء فرص في العرض لفنانين أقل شهرة. كانت مجلة تان تان متاحة على شكل مجموعة من الأغلفة الصلبة أو الاغلفة الرقيقة. كان المحتوى دائما يتضمن العديد من المواد، بعضها كان موضع اهتمام عدد كبير من القراء، على سبيل المثال كان هناك نسخ بديلة لصفحات من قصص تان تان، ومقابلات مع الكتاب والفنانين. ولم يكن كل ظهور كوميدي في مجلة تان تان المصورة يعرض في وقت لاحق على شكل كتاب، الأمر الذي شجع القراء على الاشتراك في المجلة. وإذا كانت جودة طباعة مجلة تان تان عالية بالمقارنة مع الكتب الأمريكية المصورة في السبعينيات، فإن بعض أنواع الألبومات كانت رائعة، وذلك باستخدام أوراق وعمليات طباعة مكلفة (مع وجود أسعار عالية مصاحبة).

## البدايات: 1946 حتى 1949
أنشأ كل من ريمون لوبلان وشركاؤه دار نشر صغيرة في البداية بعد الحرب العالمية الثانية، وحينها قرروا إنشاء مجلة مصورة للشباب. وتم اختيار تان تان ليكون البطل المثالي، لأنه كان بالفعل معروفا جيدا. ذهب آندريه سيناف الشريك التجاري لزيارة هيرجي، وعرض إنشاء المجلة. وكانت تجري محاكمة هيرجي، الذي عمل لحساب مجلة le soir (أي المساء) خلال الحرب، بتهمة التعاون مع الألمان. وبالتالي لم يكن لديهم أي ناشر آنذاك. ثم وافق هيرجي بعد التشاور مع صديقه إدغار بيير جاكوبس. ونشر أول عدد في 26 سبتمبر 1946، كانت في اللغة الفرنسية بعنوان تان تان. وظهر فيها كل من هيجي، جاكوبس، بول كوفيلير وجاك لاودي كفنانين. وبحركة غير مقصود، تم نشر نسخة هولندية بعنوان كويفجي وتم اقرار اسم كويفجي ليكون اسم تان تان في اللغة الهولندية. وتم طباعة 40,000 نسخة باللغة الفرنسية، و 20,000 في اللغة الهولندية. في عام 1948، ازداد حجم المجلة من 12 إلى 20 صفحة، وتم إنشاء نسخة لفرنسا، وانضم عدد من الفنانين الشباب الجدد إلى الفريق مثل: ايتيين لي غاليك، جاك مارتن، دينو اتاناسيو وويلي فاندرستين الفلمنجي.
بالنسبة لنسخة اللغة الهولندية Kuifje، تم تعيين محرر منفصل لها وهو كاريل فان مليغهيم. وقام باختراع الشعار الشهير «مجلة للشباب من عمر 7 حتى 77»، وأعطى ريمون لوبلان فكرة استوديو بلفيجن للرسوم المتحركة، والذي أصبح أكبر استوديو أوروبي للرسوم المتحركة وانتج 10 أفلام طويلة، بما في ذلك عدد قليل من تان تان. وكان فان ميلغهام من قدم بوب دي مور لكل من المجلة ولهيرجي. ثم أصبح بعد ذلك منتظما في المجلة والفنان الرئيسي في استوديو هيرجي. خلال عقود من الزمن، حافظ هيرجي على سيطرته على المجلة الفنية، على الرغم من أنه كان غائبا في بعض الأحيان لفترات طويلة وأصبح من النادر ايجاد أعمال جديدة له. كان له تأثير واضح للغاية في «سوسكي اون ويسكي» حيث فرض على فاندرستين إعطاء اهتماما أكبر للسيناريوهات، القطع، الديكورات، مما أدى إلى أفضل ألبومات سوسكي اون ويسكي.

## قسيمة تان تان
من اجل الحفاظ على قرائها المخلصين، خلقت المجلة نوعا من جوازات السفر، سميت «شيك تان تان» في فرنسا و«طوابع تان تان» في بلجيكا، والني كانت تقدم مع كل عدد من اعداد المجلة، وفي كل ألبوم فكاهي من لي لومبارد، وعلى العديد من المنتجات الغذائية أيضا. ويمكن أن تتم مبادلة هذه الطوابع بهدايا مختلفة لا تتوافر في المنشآت التجارية. وانتسبت العديد من العلامات التجارية الأخرى، ومعظمها من شركات المواد الغذائية، إلى نظام قسائم تان تان: وأصبحت موجودة على الطحين وصناديق سميد... وكان هناك صودا «تان تان»، واحذيو «تان تان». ووصل الامر بشركة السكك الحديد الفرنسية إلى حد اقتراح 100 كم من النقل بالسكك الحديدية مقابل 800 طابع.
و كانت هناك من بين الهدايا «السوبر كرومو» المستخرجة من اعداد المجلة، أو حتى الفن الأصلي.
و في فترة انطلاق هذه القسائم، كانت المجلة تبيع 80,000 نسخة في بلجيكا و70،000 فقط في فرنسا. نظرا لنجاح هذه القسائم، ارتفع معدل التداول في فرنسا إلى 300,000 اسبوعيا. ولكن القسائم اختفت مرة أخرى في نهاية الستينات.

## الخمسينات
ظهرت اعداد ونجوم جديدة في الخمسينات:
- ظهر التبت مع عمله الدعابي الغربي الفرخ بيل والسلسلة البوليسية ريك هوشيت
- ريمون ماخيروت، مع سلسلته البوليسية كليفتون
- جان غراتون في ميشيل فايان
- البرت اوديرزو ورينيه جوسشينيفي اومبا-با

و حصدت المجلة نجاحا ودولية أكبر: في نفس الوقت، كانت هناك روايات منفصلة لفرنسا وسويسرا وكندا وبلجيكا وهولندا، مع حوالي 600,000 نسخة أسبوعيا. وازداد حجم المجلة إلى 32 صفحة، وتم إصدار نسخة ارخص كذلك: "شي نو (في بيتنا) (باللغة الفرنسية) /  ونس فولسكس (باللغة الهولندية)، طبعت على ورق أرخص، واحتوت على نسخ معادة من مجلة تان تان، بالإضافة إلى بعض السلسلات الجديدة من التبت واستوديو فاندرستين.

## المنافسة بينسبيرو وتان تان
كانت مجلة تان تان دائما في منافسة مع سبيرو. إذا تم نشر عمل أحد الفنانين في إحدى المجلتين، فانه لن يتم نشرها من قبل الأخرى. هذا كان اتفاق جنتلمان بين الناشرين الاثنين، ريمون لوبلانك من لو لومبارد وتشارلز دوبوي من دوبوي. الاستثناء الوحيد البارز كان أندريه فرانكوين، والذي انتقل في عام 1955، بعد خلاف مع رئيس تحرير سبيرو، والتي كانت أكثر شعبية إلى تان تان.  وشرعان ما تمت تسوية الخلاف، ولكن فرانكوين كان قد وقع الاتفاق مع تان تان لمدة خمس سنوات. واصدرموديست وبومبون" لتان تان في الوقت الذي واصل العمل من أجل سبيرو. ولكنه تركتان تان بعد انتهاء عقده. وانتقل بعض الفنانين من سبيرو لتان تان مثل ايدي بابي وليليان وفريد فنكن، في حين ذهب البعض من تان تان لسبيرو مثل ريمون ماخيروت وبيرك.

## الستينات
في ستينات القرن العشرين استمرت المجلة في جذب الفنانين الجدد. واتجه خط التحرير بشكل واضح نحو الهزل، مع جريج (بوصفه المحرر التنفيذي ومؤلف سلسلة مثل الطبعة الجديدة من زيج وبوس، و جو ايل عزرة (في تاكا تكاتا)، وداني (في أوليفييه رامو) ودوبا (في كوبيتوس). كتاب آخرون انضموا إلى مجلة مثل وليم فانس (في «رينجو» وبرونو برازيل وهيرمان (في الأمير برنارد).

## السبعينات
مرت الرسومات الهزلية في السبعينات في كل من فرنسا وبلجيكا بتغييرات مهمة. وكان قد قل الاتجاه نحو المجلات وزادت موضة الالبومات في اخر الستينات. في عام 1965، عين جريج رئيس تحرير. فقام بتحويل خط التحرير من أجل الحفاظ على نفس الوتيرة مع خلق طريقة جديدة للتفكير في ذلك الوقت. واكتسبت الشخصيات ابعادا نفسية وظهرت شخصيات المرأة الحقيقية والجنس. وتم إضافة سلسلة جديدة من الفنانين الاجانب الجدد. واختفت المواعظ والتراجم الطويلة كذلك. كللت هذه التحولات بالنجاح، مما أهّل المجلة إلى جائزة كيد الصفراء في مهرجان لوكا للكوميديا، التي منحت للمجلة في عام 1972 لأفضل نشر في هذا العام. استقال جريج من منصب رئيس التحرير في عام 1974.
الكتّاب الجدد الرئيسيين في فترة السبعينات هم:
- ديرب (الأصدقاء في الطرق الطويلة)
- فرانز (يوغرطة)
- خوسيه (جوناثان)
- جيل شايليت (فاسكو)
- جان كلود سيرفيه
- هوغو برات (كورتو المالطية)
- سوف ايزنر (الروح)

و هناك أكثر في السياق الهزلي:
- تيرك ودي غروت في "روبن دوبوا".

## الثمانينات والتسعينات
أظهرت سنوات الثمانينات انخفاضا في شعبية مجلة تان تان، مع محاولات مختلفة وقصيرة لجذب جمهور جديد. وفضّل المراهقين والبالغين (آ سويفغ (للملاحقة))، في حال كانوا يقرأون القصص المصورة على الإطلاق، أما الأطفال الصغار فقد بدوا أقل ميلا إلى قراءة المجلات الهزلية ووفضّلوا الكتب المصورة. ومع ضلك، بدأ بعض الكتاب والسلسلات الجديدة المهمين، بما في ذلك غجيغوج روسينسكي، في "ثورغال"، وأندرياس في رورك.
في عام 1988، انخفض تداول النسخة الفرنسية إلى 100,000، وعند انتهاء العقد المبرم بين اسرة هيرجي وريمون لوبلان، تم تغيير الاسم إلى «تان تان المراسل» وحاول آلان وباران، صديق هيرجي احياء المجلة. جاء اختفاء المجلة بعد ستة أشهر، تاركا وراءه كارثة مالية. انخفض تداول مجلة بشكل كبير، وتوقف نشر النسخة الهولندية كويفجي في عام 1992، واما النسخة الفرنسية، فقد أعيدت تسميتها إلى «مرحبا بالرسوم المصورة»، وثم اختفت أخيرا في عام 1993.

## الطبعات الدولية
كان هناك نسخة باللغة اليونانية خلال 1969-1972.
و هناك الطبعة المصرية (العربية) من سبتمبر 1971 حتى ديسمبر 1980

## النسخة العربية

غلاف مجلة تان تان، النسخة العربية المترجمة من الفرنسية.

صدرت مجلة تان تان أسبوعياً لأكثر من عشر سنوات ابتداءً من عام 1971م، تصدر عن شركة تراد يكسيم، وهي شركة مساهمة سويسرية، وفي مصر كانت توزع وتطبع في مؤسسة الأهرام، يرأس التحرير الدكتور محمد فؤاد إبراهيم الذي شارك بالكتابة في الكثير من الأعداد، توقفت المجلة عن الصدور عام 1980م، شعار المجلة على الغلاف مجلة أسبوعية مصورة للشباب من 7 إلى 17 سنة، ليست هناك إشارة إلى بقية العاملين في المجلة باعتبار أن المجلة تقوم على الترجمة في المقام الأول، تعتمد المجلة على نشر الرسوم الكرتونية التي تناسب الشباب أكثر من الأطفال، أما المواد التحريرية فهي أقل بالنسبة لعدد الصفحات ومنشورة في صفحات أبيض وأسود، الشخصية الرئيسية هي تان تان، من تأليف ورسوم الفنان الفرنسي هيرجيه الذي مات عام 1981م، فتوقفت شخصية تان تان تماماً عن الظهور عقب رحيله، مما أدى إلى إيقاف المجلة وباعتبارها مجلة أسبوعية فإن القصص الفرنسية المنشورة تستكمل عادة في الأعداد القادمة، والأعداد العربية هي صورة طبق الأصل من الأعداد الصادرة بالفرنسية عدا مساهمات القراء التحريرية، أهم شخصيات الكرتون في المجلة من بعد تان تان هي بوب موران، وباريلي، أليكس، بونار براتس، ميشيل فايان.
عدد صفحات الكرتون في العدد الواحد قد يصل إلى 32 صفحة من بين 42 صفحة، أي أن كافة الصفحات الملونة في المجلة مخصصة في المقام الأول للاستربس. القطع 29×21سم، لا تتضمن الأعداد أي مقدمة، وليس هناك كتاب بأعينهم، حتى الأجنبي منها،  ولا يشار إلى اسم المؤلف أو الرسام، عدا هيرجيه صاحب الامتياز، كما تخلو المجلة من الملاحق، أما الصفحات الداخلية فهي عن الثقافة الفرنسية مثل صفحات عن الفنانين، والشخصيات الشهيرة في فرنسا، بالإضافة إلى «أضف إلى معلوماتك» وعادة ما يكتب رئيس التحرير مقالاً موقعاً بالحروف الأولى من اسمه، كما أن هناك فقرات عن العلوم والحياة، وعن الفنون، أما مساهمات القراء فتتمثل في خطاباتهم، وإبداعهم في مجال الرسم والتأليف، والقراء عادة من أغلب البلاد العربية خاصة سوريا، لا تنشر المجلة صور القراء إلا قليلاً، سعر المجلة في مصر عام 1979م 150 مليماً، وهي توزع في كل أنحاء العالم العربي، والمراسلات كانت تتم على المركز العربي الدولي للإعلام بالزمالك، تعتمد المجلة على الإعلانات الخاصة بسلع تخص الأطفال، مثل مجلات ديزني التي كانت تصدرها شركة أديتريد، جينيت، وأيضاً ألعاب الأطفال، الغلاف يخلو تماماً من إشارات إلى مواد العدد.

## الكتّاب والسلسلات الرئيسيين
- إدوار ايدنز: تونغا، بوب بن، مارك فرانفال
- جو ايل عزارة: تاكا تكاتا
- دينو أتانازيو: السباغيتي
- بارا: ماكس المستكشف، كرو-مجنون
- برك: سترابونتين
- جوردون بيس: العين الحمراء
- بوم: جولي، كلير، سيسيل والاخرون...
- كوسيه: جوناثان
- فرانسوا كراينهالس: راكب الحصان المتحمس، بوم وتيدي
- بول كوفيليير: كورنتان
- داني: اوليفييه رامو
- بوب دي غروت: كليفتون، روبن دوبوا
- بوب دي مور: باريللي، بروفيسور تريك
- كريستيانديناير: آلان شيفالييه، كاسير
- ديرب:  أصدقاء على الطريق الطويل، الذهاب غربا، ياكاري
- [[أندريه بول ديشاتو/0} : ريك هوشيت، الفرخ بيل|أندريه بول ديشاتو/0} : ريك هوشيت، الفرخ بيل]]
- دوبا: كوبيتوس، كلوروفيل
- أندريه فرانكوين: موديست وبومبون
- فريد وليليان فنكن: منوعات من الكاريكاتيرات التاريخية
- جيري: السيد ماجلان
- كريستيان غودار: مارتن ميلان
- رينيه جوسكيني: اومبا-با، السباغيتي
- جان جراتون: ميشيل فايان
- جريج: زيج، بوس وألفريد، الأمير برنارد ، الفرخ بيل الخ.
- هاشيل: بنيامين
- هيرجي: تان تان، جو، زت وجوكو، كويك وفلابك
- هيرمان: الأمير برنارد، كومانتش
- إدغار بيار جاكوبس: بليك ومورتيمر
- ريمون ماكيروت: كلوروفيل، كليفتون
- جاك مارتن: أليكس، وفرانك
- ميتاي: الرغبة غير المرغوبة ، 3A،  موديست وبومبون
- مومينو: ريفيفي
- ايدي بابي: لوك الشرقي
- ريمون ريدنج: ياري، قسم البحث
- غجيغوج روسينكي: ثورغال
- سيدني: جولي، كلير، سيسيل والآخرون...
- التبت: ريك هوشيت، الفرخ بيل
- ترك: كليفتون، روبن دوبوا
- ألبرت اوديرزو: اومبا-با
- جان فان هام: ثورغال
- وليام فانس: برونو والبرازيل، وبوب موران
- ويلي فاندرستين: بوب وبوبيت
- فيك: تاكا تكاتا
- ألبرت وينبرغ: دان كوبر